# Поморјани
Поморјани, Поморанци или Поморани, или Померани, Померанци или Померјани (пољ. Pomorzanie, чеш. Pòmòrzónie), су назив за скупину западнословенских племена која су почевши од 6. века живела у доњем сливу реке Одре и суседним областима уз Балтичко море. Говорили су поморјанским језиком, једним од лехитских језика.

## Опис и кратка историја
Назив Помoрје долази од словенских речи море и по — „земља поред мора”.
Поморјани су се формирали након 6. века, као резултат словенских сеоба, током којих су се нека племена населила и у области раније настањене Германима, као што су Готи или Руги. До 9. века Поморјани су насељавали пределе од реке Одре на западу, до реке Висле на истоку и Нотеча на југу. Поморјани су добили име по области Поморје, које се јавља и у германизованом облику као Померанија.
У 10. веку пољски кнез Мјешко I Пјаст је освојио Померанију и присајединио је пољској држави. У 11. веку Померани су подигли устанак и ослободили се пољске власти. Током овог периода проширили су своје територије западно од Одре. На иницијативу кнеза Болеслава Померани прихватају хришћанство.
Од 1180. Померанија се дели, тако што западни делови улазе у састав Светог римског царства као Померанско кнежевство, док источни део под називом Помералија пада под утицај Пољске, а од 1309. Тевтонских витезова.
Временом, наступа процес германизације и полонизације померанског становништва, тако да постепено престају да говоре изворни језик и губе неке особености своје културе. Остатак древних Померана данас су Кашуби којих на територији Пољске и Немачке има око 300 хиљада.